# Stadtmuseum Cottbus
Das Stadtmuseum und -archiv Cottbus, niedersorbisch Měsćański muzej a archiw Chóśebuz, ist das kommunale Archiv der Stadt Cottbus in Brandenburg. Es befindet sich in der Bahnhofstraße im Stadtteil Mitte. Das Archiv verwahrt die Schriftgutüberlieferung der Stadt Cottbus und dient des Weiteren als Museum mit Ausstellungen zur Stadtgeschichte.

## Geschichte

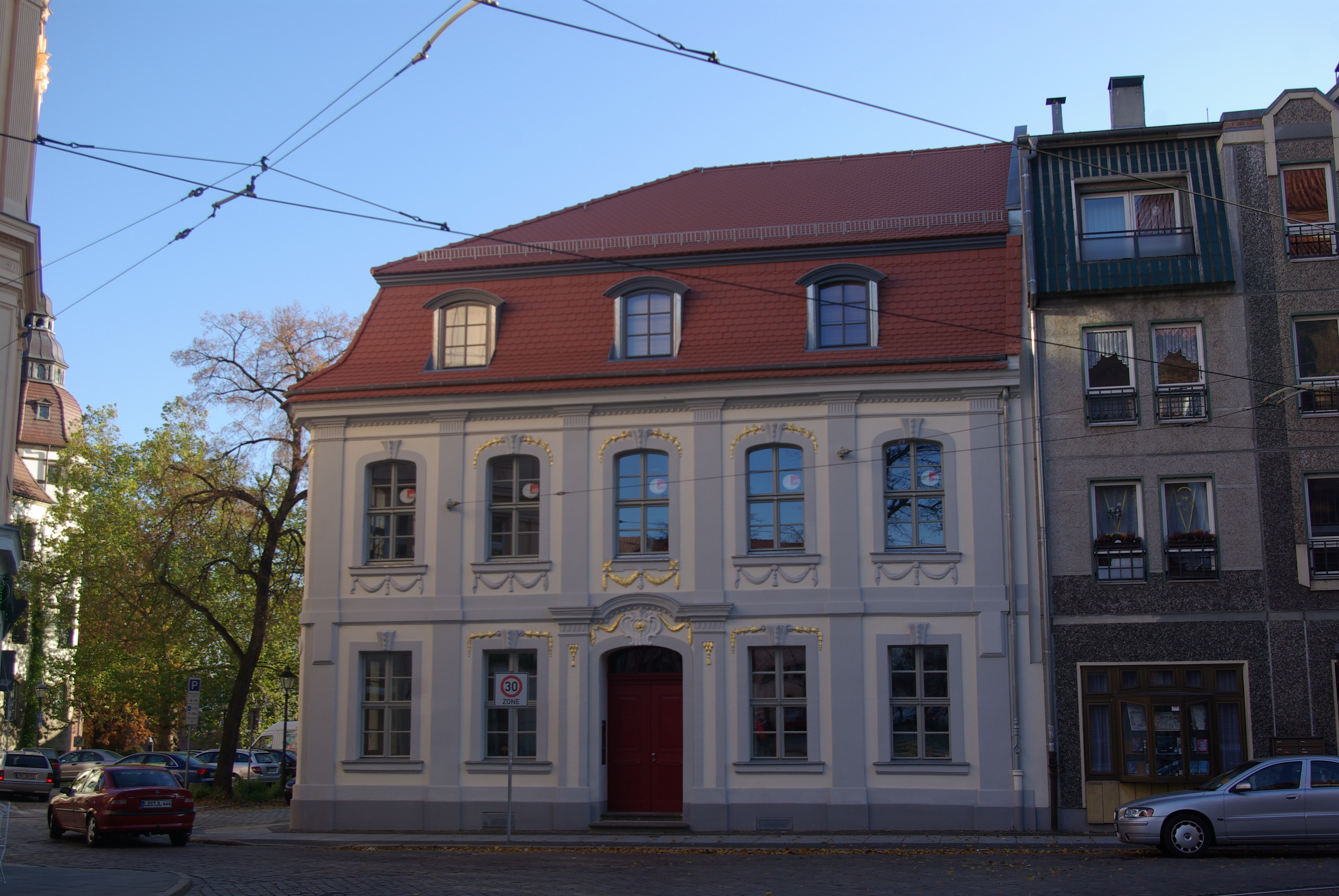
Das Haus in der Sandower Straße 50 diente im 19. und 20. Jahrhundert zeitweise als Aufbewahrungsort städtischer Dokumente

Die Stadt Cottbus verwahrte bereits vor dem 17. Jahrhundert Schriftstücke in der Registratur des städtischen Rathauses. Diese Registratur wurde jedoch beim Stadtbrand im Jahr 1671 fast vollständig zerstört. Danach wurden die Akten an unterschiedlichen Orten gelagert, unter anderem auf dem Dachboden der Gemeindeschule VI im Stadtteil Sandow und in dem Eckhaus Sandower Straße 50 gegenüber der Nikolaikirche. Im Oktober 1887 eröffnete die „Niederlausitzer Gesellschaft für Anthropologie und Urgeschichte“ eine erste Ausstellung zur Cottbuser Stadtgeschichte, was als Gründungsdatum des städtischen Museums gilt.
Der Platzbedarf des Archivs überstieg schnell den verfügbaren Lagerraum. Im Jahr 1905 wurde der Verein für Heimatkunde begründet, fünf Jahre später schloss die Stadtverordnetenversammlung die zentrale Einlagerung städtischer Akten. Dafür wurden die beiden Häuser am Altmarkt 20 und in der Neustädter Straße 17 erworben. Nach vier Jahren zog das Archiv wieder in die Sandower Straße 50 um. Dieses ist seitdem in ein Verwaltungs- und ein historisches Archiv geteilt, die zurückgelegten Akten aus dem Verwaltungsarchiv werden nach Ablauf der Aufbewahrungsfrist entweder vernichtet oder dem historischen Archiv übergeben. Nach kurzer Zeit zog das Stadtarchiv erneut um, dieses Mal in das alte Stadthaus am Altmarkt 21.

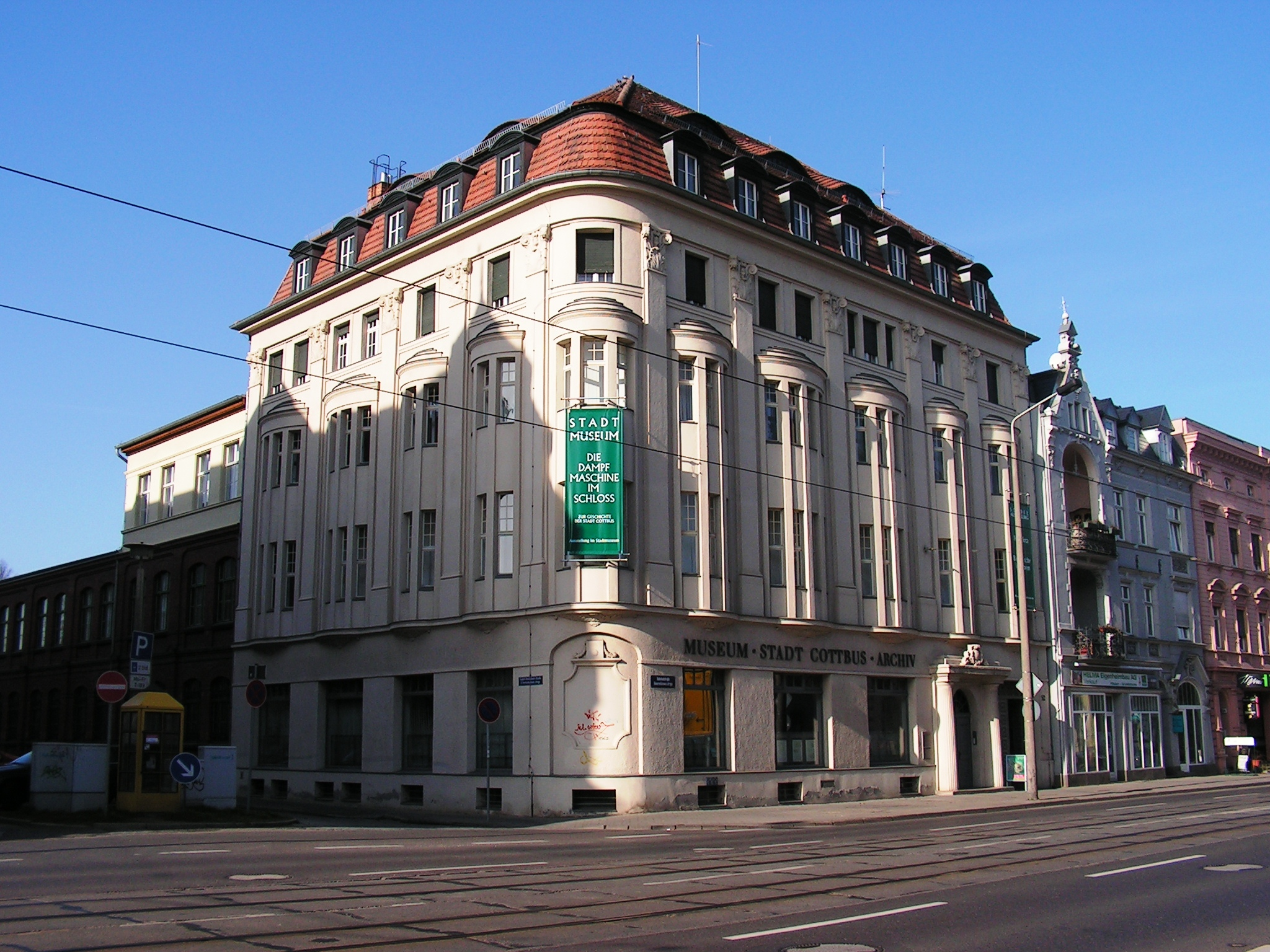
Das seit 1993 durch das Stadtarchiv genutzte Gebäude (2008)

Während des Zweiten Weltkrieges wurden sämtliche im alten Rathaus gelagerten Akten vernichtet oder bei Aufräumarbeiten zerstört. Einige Urkunden wurden zur Sicherheit in ein Haus nach Klein Döbbern ausgelagert, gingen aber ebenfalls verloren. Die Akten aus dem Stadthaus konnten erhalten werden, nach Kriegsende wurde das Archiv allmählich wieder aufgebaut. Nachdem im Zuge einer Gebietsreform am 1. Juli 1950 die Gemeinden Madlow, Sachsendorf, Saspow, Schmellwitz und Ströbitz nach Cottbus eingegliedert wurden, wuchs der Bestand des Archivs weiter an, sodass der Platz im Stadtarchiv am Altmarkt wieder nicht ausreichte.
Nach mehrfachen Umzügen befindet sich das Stadtarchiv seit 1993 im ehemaligen Druckerei- und Verlagsgebäude des Cottbuser Anzeigers in der Bahnhofstraße 52. Seit Dezember 2015 nutzen Stadtmuseum und -archiv auch das im Jahr 1937 errichtete ehemalige Sparkassengebäude in der Bahnhofstraße 22, gegenüber des Druckereigebäudes. Es wurde im Vorfeld der Umnutzung saniert und dient hauptsächlich für Ausstellungen des Stadtmuseums.

## Bestände
Das Archiv umfasst rund 2500 Meter laufende Akten zur Bearbeitung und Verwahrung der Bestände der Stadtverwaltung sowie der eingemeindeten Ortschaften. Es gliedert sich in die Beständegruppen Magistrat der Stadt Cottbus (1462–1945), Stadtverordnetenversammlung und Rat der Stadt (1945–1990), Bestände der eingemeindeten Ortschaften (1847–1990), Bauakten (1911–1988), Bestände der Wirtschaft und Sonstige Bestandsbildner.